# Stary Most w Mostarze
Stary Most (bośn. Stari Most) – kamienny most przewieszony nad rzeką Neretwą w mieście Mostar w Bośni i Hercegowinie, wpisany na listę światowego dziedzictwa kultury UNESCO.

## Historia
Most został zbudowany za czasów osmańskich, na zlecenie tureckiego sułtana Sulejmana. Miał zastąpić istniejący w tym miejscu most drewniany. Jego budowniczym był mistrz Hajrudin. Budowę rozpoczęto w 1557 roku, a ukończono w 1565 roku. Przez wieki był symbolem pojednania Wschodu z Zachodem – zarówno chrześcijaństwa z islamem, jak i katolickich Chorwatów z prawosławnymi Serbami. Symbol ten celowo zniszczyła chorwacka armia podczas wojny bośniackiej 9 listopada 1993 roku. Zaraz po wojnie, w 1995 roku, przy wsparciu UNESCO i Banku Światowego, rozpoczęto odbudowę mostu. Wydobyto z rzeki pozostałości starej budowli. Oficjalne otwarcie miało miejsce 24 lipca 2004 roku. W 2005 roku most wraz z otoczeniem został wpisany na listę światowego dziedzictwa UNESCO.

## Skoki do wody
Zgodnie z tradycją młodzieńcy skaczą z mostu do rzeki dla udowodnienia swojej męskości. O skokach z niego wspominał żyjący w XVII wieku turecki pisarz i podróżnik Evliya Çelebi. Zawody skoków są organizowane formalnie od 1968 roku. Wznowiono je po odbudowie mostu w 2004 roku i są organizowane w ostatni weekend lipca jako konkurs skoków Skokovi sa Starog mosta. Bierze w nich udział około 100 skoczków. Pierwsze skoki mają miejsce w piątek wieczorem, a finały w niedzielę. Startują w nich głównie zawodnicy z klubu Mostari. Impreza przyciąga około 10 000 widzów. Jury ocenia jakość skoków i wyznacza zwycięzcę. Zawody odbyły się również w 2020 roku. Oglądało je około 2000 widzów, a skakało 33 zawodników z Serbii, Czarnogóry i Bośni. Organizatorzy uznali, że zostaną one zorganizowane pomimo braku, z powodu pandemii, wielu zawodników z innych państw, aby utrzymać wielowiekową tradycję.

## Opis
Most ma 4 metry szerokości i jest długi na 30 metrów. Wznosi się nad rzeką na 24 metry. Został wykonany z miejscowego wapienia noszącego nazwę tenelija.